# 콩고 공화국의 국가
콩고의 노래(프랑스어: La Congolaise)는 콩고 공화국의 국가이다. 장 루아예(Jean Royer)와 조제프 스파딜리에르(Joseph Spadilière)가 작곡하였고, 자크 통드라(Jacques Tondra)와 조르주 키방기(Georges Kibanghi)가 가사를 작사하였다. 1959년에 국가로 제정되었다가 1970년 콩고 인민공화국이 수립되고 영광의 3일이 국가로 지정되면서 폐지되었다. 1991년 공산주의 정권이 붕괴되면서 다시 국가로 채택되었다.

## 프랑스어가사
1절
En ce jour le soleil se lève
Et notre Congo resplendit.
Une longue nuit s'achève,
Un grand bonheur a surgi.
Chantons tous avec ivresse
Le chant de la liberté.
후렴
Congolais, debout fièrement partout,
Proclamons l'union de notre nation,
Oublions ce qui nous divise,
Soyons plus unis que jamais,
Vivons pour notre devise:
Unité, travail, progrès,
Vivons pour notre devise:
Unité, travail, progrès!
2절
Des forêts jusqu'à la savanne,
Des savannes jusqu'à la mer,
Un seul peuple, une seule âme,
Un seul cœur, ardent et fier,
Luttons tous, tant que nous sommes,
Pour notre vieux pays noir.
후렴
3절
Et s'il nous faut mourir, en somme
Qu'importe puisque nos enfants,
Partout, pourront dire comme
On triomphe en combattant,
Et dans le moindre village
Chantent sous nos trois couleurs.
후렴

## 해석
1절
오늘은 태양이 떠오르고 우리의 콩고는 찬란하게 빛나리.
기나긴 밤이 끝나고 엄청난 행복이 왔다!
우리 모두 엄청난 기쁨으로 자유의 노래를 부르세.
후렴
일어나라, 콩고인들이여, 자랑스러운 모든 사람들이여,
우리 나라의 단결을 보여주어라.
우리를 갈라놓는 것을 잊고 그 어느 때보다 더욱 단결하자.
우리의 표어를 실천하자: 단결, 노동, 진보!
우리의 표어를 실천하자: 단결, 노동, 진보!
2절
숲에서 사바나까지, 사바나에서 바다까지,
하나의 민족, 하나의 영혼, 하나의 마음은 열렬하고 자랑스러우리.
우리 모두 싸우자, 우리 모두가 우리의 검은 나라를 위해.
후렴
3절
그리고 우리가 죽어야 한다면 무슨 상관이 있겠는가?
우리 아이들은 어디서나 승리가 전투를 통해 온다고 말할 수 있을 것이다!
그리고 가장 작은 마을에서도 우리의 삼색기 아래 노래하리라.
후렴